# Madison Brengle
Madison Brengle (n. 3 aprilie 1990, Dover, Delaware, SUA) este o jucătoare profesionistă de tenis din Statele Unite ale Americii. Cea mai bună clasare a carierei a fost locul 35 mondial, poziție atinsă la 4 mai 2015. La momentul actual este pe locul 59 WTA.  

## Stil de joc
Jocul lui Brengle este construit în jurul loviturilor de contră și supraviețuirii în raliuri lungi, în timp ce așteaptă greșeala adversarului. Ea se mișcă rapid pe teren și este cunoscută ca fiind o luptătoare.  

## Viața personală
Are origini evreiești.

## Legături externe
Materiale media legate de Madison Brengle la Wikimedia Commons
- Madison Brengle la Women's Tennis Association
- Madison Brengle la International Tennis Federation
- Madison Brengle pe site-ul Fed Cup